# 薩查卡區
薩查卡區（西班牙語：Distrito de Sachaca），是秘魯的一個區，位於該國南部阿雷基帕大區的阿雷基帕省，面積26.63平方公里，海拔高度2,240米，2005年人口20,008，人口密度每平方公里750人。